# Oraon
|  | Aquest article tracta sobre la llengua. Si cerqueu grup ètnic, vegeu «oraons». |

L'oraon, kurukh (ˈkʊrʊx) o uranw (कुड़ुख़ en devanagari) és una llengua dravídica parlada per gairebé dos milions de tribus oraons i kisan de Jharkhand, Madhya Pradesh, Chhattisgarh, Orissa i Bengala Occidental, així com 65.000 al nord de Bangladesh, 28.600 un dialecte anomenat dhangar al Nepal i uns 5.000 a Bhutan. Hi ha alguns parlants d'oraon al sud de l'Índia. Està més relacionat amb el brahui i el malto (Paharia). La llengua està catalogada com a «vulnerable» a la llista de llengües amenaçades de la UNESCO.
El dialecte kisan tenia uns 206.100 parlants el 2011. El kurukh té diversos noms alternatius com ara uraon, kurux, kunrukh, kunna, urang, morva i birhor. Dos dialectes, l'oraon i el kisan, tenen una intel·ligibilitat del 73% entre ells. L'oraon, sense incloure el kisan, està en via d'estandardització. El kisan és en perill d'extinció amb una taxa de descens del 12,3% entre 1991 i 2001.

## Classificació
El kurukh pertany al grup dravídic septentrional de la família de llengües dravídiques, que està estretament relacionada amb el sauria paharia i el kumarbhag paharia, que sovint es s'anomenen conjuntament malto.
El kurukh s'escriu en devanagari, escriptura usada també per escriure en sànscrit, hindi, marathi, nepalès i altres llengües indo-àries. Narayan Oraon, un doctor, va inventar l'escriptura tolong siki específicament per al kurukh. S'han publicat molts llibres i revistes a l'escriptura tolong siki. La Societat Literària Kurukh de l'Índia ha estat fonamental per a difondre l'escriptura tolong siki per a la literatura kurukh.

## Sociolingüística
És parlat per 2.053.000 persones de les tribus oraon i kisan, amb 1.834.000 i 219.000 parlants respectivament. La taxa d'alfabetització és del 23% en oraons i del 17% en kisan. Malgrat la gran quantitat de parlants es considera que la llengua està amenaçada. Els governs de Jharkhand i Chhattisgarh han introduït la llengua kurukh a les escoles amb estudiants majoritaris de Kurukhar. La llengua oranon s'ensenya específicament a les escoles de Jharkhand, Chhattisgarh, Madhya Pradesh, Odisha, Bengala Occidental i Assam.

## Fonologia
Vocals
El kurukh té cinc vocals cardinals. Cada vocal té contrafons llargs, curts nasalitzats i llargament nasalitzats.
|       | Front |     | Posterior |
| ----- | ----- | --- | --------- |
| Alt   | /i/   |     | /u/       |
| Mitjà | /e/   |     | /o/       |
| Baix  |       | /a/ |           |

Consonants
La següent taula il·lustra l'articulació de les consonants.
|            |            | Bilabial | Bilabial | Alveolar | Alveolar | Retroflexa | Retroflexa | Palatal | Palatal  | Velar | Velar | Glotal |
| pla        | aspirada   | plain    | aspirada | plain    | aspirada | plain      | aspirada   | plain   | aspirada |       |       | Glotal |
| ---------- | ---------- | -------- | -------- | -------- | -------- | ---------- | ---------- | ------- | -------- | ----- | ----- | ------ |
| Oclusiva   | muda       | p        | pʰ       | t        | tʰ       | ʈ          | ʈʰ         | c       | cʰ       | k     | kʰ    | ʔ      |
| Oclusiva   | sonora     | b        | bʱ       | d        | dʱ       | ɖ          | ɖʱ         | ɟ       | ɟʱ       | g     | gʱ    |        |
| Fricativa  | Fricativa  |          |          | s        |          |            |            | ʃ       |          | x     |       | h      |
| Nasal      | Nasal      | m        |          | n        |          | ɳ          |            | ɲ       |          | ŋ     |       |        |
| Aproximant | Aproximant |          |          | l        |          |            |            | j       |          | w     |       |        |
| Vibrant    | Vibrant    |          |          | r        |          |            |            |         |          |       |       |        |
| bategant   | bategant   |          |          |          |          | ɽ          | ɽʰ         |         |          |       |       |        |

## Frases de mostra
| Text oraon              | Traducció         |
| ----------------------- | ----------------- |
| Nighai ender name hike? | Com us dieu?      |
| Nin ekase raadeen?      | Com esteu? (dona) |
| Nin ekase raadai?       | Com esteu? (home) |
| En kodam radas.         | Estic bé.         |
| Ikya kaalgadeen ?       | On aneu? (Girl)   |
| Ikya Kaalgadai ?        | On aneu? (Boy)    |
| Endra manja?            | Que passa?        |
| Hae                     | Si                |
| Mala                    | No                |
| En Onna Lagdan.         | Estic menjant.    |
| Neen Mookha.            | Mengeu.           |
| Aar onna lagnar.        | Estan menjant.    |